# Trois inquisiteurs d'État

Bouche de Léon pour les dénonciations secrètes.

Les trois inquisiteurs d'État (Inquisitori di Stato) ou inquisiteurs contre la propagation du secret ou tribunal suprême est une magistrature de la république de Venise associée au Conseil des Dix et chargée de surveiller la divulgation des secrets d'État. 
Les inquisiteurs sont au nombre de trois et disposent de pouvoirs illimités sur tout ce qui regarde la Police d'État. Ils sont nommés par le conseil. 
Leur instance est composée d'un « Inquisiteur rouge », choisi parmi les conseillers ducaux et de deux « Inquisiteurs noirs », choisis parmi le Conseil des Dix.
Leur vote s'il est unanime, devient automatiquement une sentence qui n'est connue que du Grand conseil (Maggior Consiglio) sans que celui-ci ne puisse en aucune manière intervenir. S'ils ne trouvent pas l'unanimité sur une affaire, elle est portée au Conseil des Dix.
Initialement installés de manière provisoire en 1539, les inquisiteurs deviennent définitivement une magistrature de l'État vénitien.

## Postérité littéraire et artistique
Les trois inquisiteurs d'État sont au cœur de l'intrigue du roman court Le Serpent écrit par la Britannique Catherine Webb sous le pseudonyme de Claire North.